# NGC 4359
NGC 4359 ist eine Balken-Spiralgalaxie vom Hubble-Typ SBc im Sternbild Haar der Berenike am Nordsternhimmel. Sie ist rund 56 Millionen Lichtjahre von der Milchstraße entfernt und hat einen Durchmesser von etwa 60.000 Lichtjahren. Gemeinsam mit 18 weiteren Galaxien bildet sie die NGC 4274-Gruppe (LGG 279).
Im selben Himmelsareal befinden sich u. a. die Galaxien NGC 4414 und IC 3330.
Das Objekt wurde am 20. März 1787 von Wilhelm Herschel entdeckt.